# Fife Symington III
John Fife Symington (ur. 12 sierpnia 1945 w Nowym Jorku) – amerykański polityk i biznesmen, 19 gubernator stanu Arizona.
Pochodzi z zamożnej rodziny z Maryland. Jego ojciec był ambasadorem USA w Trynidadzie i Tobago, zaś jego kuzyn Stuart Symington był w latach 1953–1976 senatorem ze stanu Missouri.
Uczęszczał do prestiżowej szkoły Gilman w Baltimore, a następnie studiował na Uniwersytecie Harwarda, którą ukończył w 1968. Brał udział w wojnie wietnamskiej.
W wyborach na gubernatora w 1991 przeszedł do drugiej tury wraz z Terrym Goddardem, którego pokonał, zdobywając 52% głosów.
W wyborach w 1995 ponownie został wybrany na urząd gubernatora. W 1997 został skazany przez sąd za oszustwa bankowe. 5 września 1997 roku zrezygnował z urzędu gubernatora.